# Muhammad Dervix Barles
Muhammad Dervix Barles fou un amir de Tamerlà, membre de la tribu mongola turquitzada dels Barles. Se'l esmenta al segle xiv per tres accions concretes.
El 1387 l'exèrcit timúrida va acampar al Shaki. Des d'allí es van enviar destacaments a territori cristià i es van fer diversos saquejos i presoners. Un d'aquests destacaments anava manat per Muhammad Dervix Barles i va operar a les muntanyes de Shaki, on va fer molts presoners.
Vers el 1398 Muhammad Dervix Barles, amb un exèrcit regular de 40.000 homes, va arribar a la fortalesa d'Alinjak i va llançar un fort atac al castell. El setge es va estrenyer i el menjar va començar a faltar. Aleshores, Amir Altun, el defensor d'Alanjik, va sortir de la fortalesa amb alguns dels defensors, a la recerca de menjar. A la tornada a la fortalesa, van veure que les portes de la fortalesa havien estat capturades per les tropes de Tamerlà i que hi havia una situació difícil. Valorant correctament la situació, Amir Altun va atacar les tropes de Tamerlà per darrere i els va derrotar. Durant la batalla, les tropes de Tamerlà van patir grans pèrdues i dos dels quatre emirs que dirigien el setge van morir, però l'amir principal dels quatre, Muhammad Dervic Barles, va sobreviure.
El 14 de desembre de 1393 Muhammad Dervix Barles va arribar al campament reial d'Harbi, a l'Iraq, junt amb Ismail Barles i Shaikh Ali Marghub; havien establert les lleis de Genguis Khan a l'Iraq Arabí i havien imposat la obediència als caps de tribu i prínceps, matant molts àrabs sobretot als que atacaven caravanes de pelegrins, i saquejant els seus territoris.